# Nationaler Befreiungskampf Sloweniens
Als Nationaler Befreiungskampf (slowenisch Narodnoosvobodilni Boj NOB) wird der bewaffnete Kampf der slowenischen Befreiungsfront (Osvobodilna Fronta – OF) und von jugoslawischen Partisanen auf dem Gebiet des heutigen Sloweniens und der übrigen Gebiete des  damaligen Jugoslawiens gegen die deutsche und italienische Besatzung und ihre Kollaborateure während des Zweiten Weltkriegs bezeichnet.

## Entstehung
Während des Zweiten Weltkriegs, nach der Besetzung Jugoslawiens und dem deutschen Angriff auf die Sowjetunion entschieden sich einige außerparlamentarische Parteien und Gruppen für den bewaffneten Kampf gegen die Besatzer. In der Befreiungsfront Sloweniens waren fünfzehn verschiedene Gruppen versammelt: die Kommunistische Partei Sloweniens, die Christlich-Sozialen, der Teil der Turnorganisation Sokol, einige Liberale oder Gruppen, wie die Slowenische Kulturgruppe und die Antifaschistische Frauenunion.

## Partisanenkrieg
Die Partisanen spielten eine wichtige Rolle beim Sieg über von Nazismus und Faschismus. Entgegen der landläufigen Meinung in Slowenien begann nicht OF als erste mit dem bewaffneten Widerstand gegen die Besatzer, sondern die Mitglieder von TIGR (der erste bewaffnete Konflikt mit italienischen Kräften am 13. Mai 1941), die seit der zweiten Hälfte der 1920er Jahre gegen die italienische Besetzung des slowenischen Küstenlandes (Primorska) kämpften.

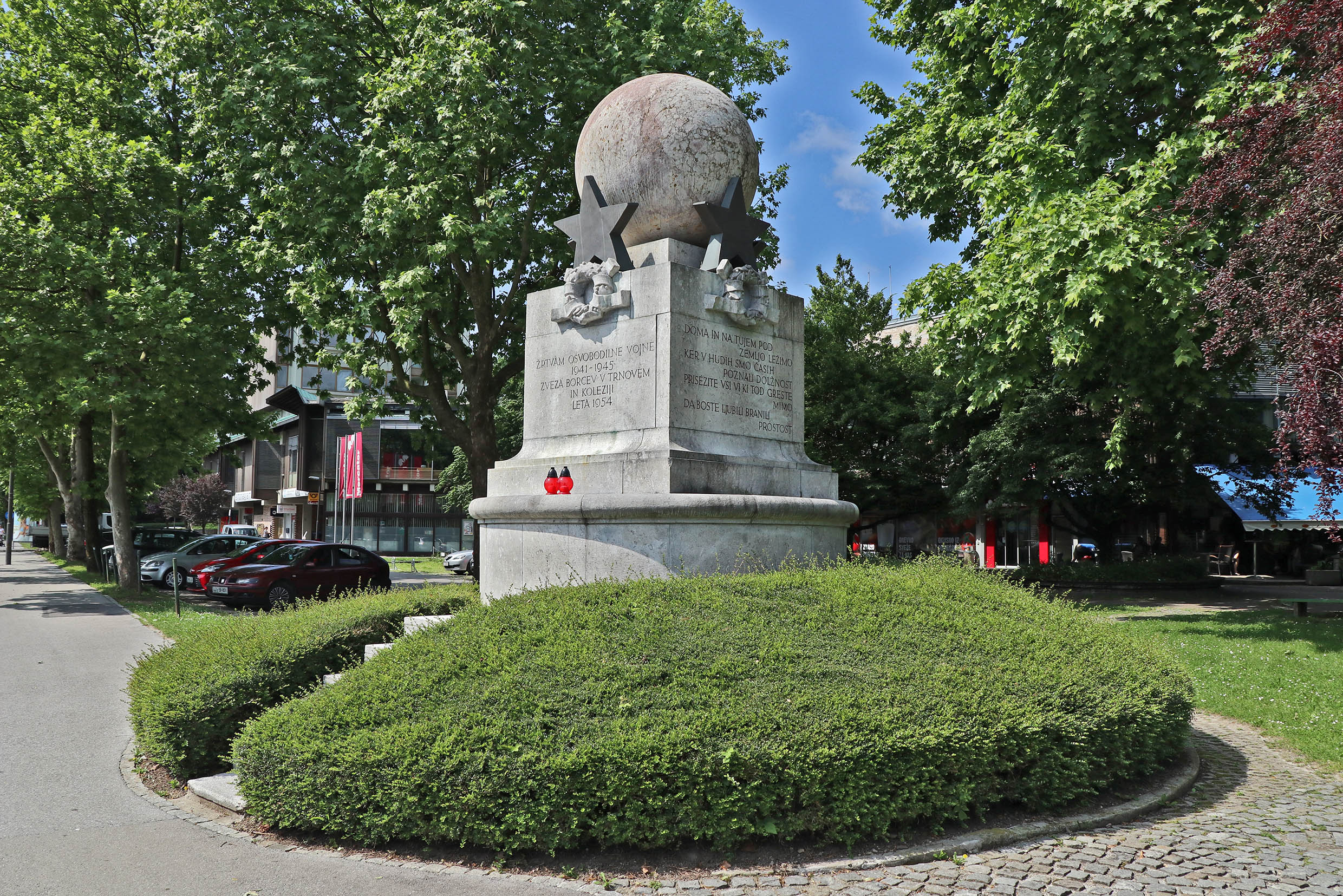
Denkmal für die Gefallenen des Nationalen Befreiungskampfes in Trnovo (Ljubljana) und Kolezija (Jože Plečnik)

## Opfer unter Mitgliedern von NOB-Einheiten
Während des Zweiten Weltkriegs erlitten Angehörige der Nationalen Befreiungsarmee, die sich als Partisanen bezeichneten, die höchsten militärischen Verluste in Slowenien. Etwa 27.000 Mitglieder der NOB wurden getötet. Die überwiegende Mehrheit von ihnen fiel bei Zusammenstößen mit deutschen, italienischen oder Heimwachen-Einheiten. 1.032 starben in den Lagern, etwa 830 wurden als Geiseln erschossen, 133 starben durch Folter in Gefängnissen, mindestens 862 gelten als vermisst.

## NOB-Gedenken
Das Gedenken an den nationalen Befreiungskampf ist in Slowenien präsent, unter anderem durch eine Fülle von NOB-Erinnerungsstätten, etwa als Monumente wie zum Beispiel in Ljubljana-Trnovo, Maribor,  Novo Mesto, Črnomelj. Verschiedene Veteranenorganisationen sind auf diesem Gebiet tätig.